# Alicia Gallotti
Alicia Gallotti (Buenos Aires, Argentina) es una escritora y periodista argentina.

## Biografía
Se licenció en Filosofía y Letras en la Universidad de Buenos Aires, (Argentina) donde trabajó como periodista en diversas publicaciones, entre otras la revista Satiricón que marcó un hito en la historia del periodismo argentino. También escribió guiones teatrales para reconocidos monologuistas como Antonio Gasalla, Cipe Lincovsky, Teresa Blasco, Héctor Rubio, entre otros.
Desde hace más de 20 años vive en Barcelona, España, dónde ha continuado su carrera periodística en revistas femeninas y de opinión, radio y televisión. Desde la publicación de su primer libro de orientación sexual en 1999, El Nuevo Kama-sutra ilustrado, se ha convertido en una de las más reconocidas especialistas en sexualidad y autora internacionalmente reconocida.

## Obra
- 1999 El Nuevo Kama-sutra ilustrado (Ed.Martínez Roca)
- 2000 Placer sin límites (Ed.Martínez Roca)
- 2001 Kama Sutra para el hombre (Ed.Martínez Roca)
- 2000 Kama Sutra para la mujer (Ed.Martínez Roca)
- 2002 Kama Sutra y otras técnicas orientales (Ed.Martínez Roca)
- 2003 Kama Sutra gay (Ed.Martínez Roca)
- 2004 Kama sutra lésbico (Ed.Martínez Roca)
- 2005 Kama Sutra del sexo oral (Ed.Martínez Roca)
- 2006 Kama-sutra XXX (Ed.Martínez Roca)
- 2007 Juguetes eróticos (Ed.Martínez Roca)
- 2008 Sexo y Tantra (Ed.Martínez Roca)
- 2009 Kama Sutra las 101 posturas más sensuales (Ed.Martínez Roca)
- 2009 Nuestras fantasías más íntimas (Ed.Martínez Roca)
- 2010 69 SECRETOS IMPRESCINDIBLES PARA DISFRUTAR DEL SEXO (Ed. Martínez Roca)
- 2012 Soy infiel, ¿y tú? (Ed. Martínez Roca)
- 2012 Cómo hablar con los hijos de sexo (Círculo de Lectores)
- 2013 Kama Sutra para Dummies (Centro Libros PAPF)